# 佐渡国の式内社一覧
佐渡国の式内社一覧（さどのくにのしきないしゃいちらん）は、『延喜式』第9巻・第10巻「神名帳上下」（延喜式神名帳）に記載のある神社、いわゆる「式内社」およびその論社のうち、佐渡国に分類されている神社の一覧。
また『延喜式』神名帳の編纂当時に存在したが同帳に記載の無い神社、いわゆる「式外社」についても付記する。

## 式内社
『延喜式』神名帳では、小社9座9社を記載。
1）「神名帳」列は、『延喜式 上巻』（大岡山書店、昭和4年、国立国会図書館デジタルコレクション）等における『延喜式』神名帳の記載を基に作成。社名表記は神社史料集成（5を参照）における字体（異体字がある場合には新字体・通用性の高い字体を使用）を基準とした。読みの「-」部分は、「神社」以外で仮名が振られていない部分。「○座」は座数を表し、一座の場合は記載していない。

2）格の「名神大」は名神大社を、「大」は式内大社（名神大社除く）を、「小」は式内小社を意味する。付記は社名とともに記されているもので、一部は「式内社#式内社の社格」を参照。

3）比定社が複数ある場合、最も有力なものを無冠で示し、他の論社には「（論）」を冠した。

4）本来の式内社とは認めがたいものの、式内社を合祀したなどその後継を主張するもの、その他参考の神社には「（参）」を冠した。

| 神名帳             | 神名帳           | 神名帳 | 神名帳         | 比定社           | 比定社               | 比定社     | 集成 |
| 社名               | 読み             | 格     | 付記           | 社名             | 所在地               | 備考       | 集成 |
| ------------------ | ---------------- | ------ | -------------- | ---------------- | -------------------- | ---------- | ---- |
| 羽茂郡 2座（並小） |                  |        |                |                  |                      |            |      |
| 度津神社           | ワタツノ         | 小     |                | 度津神社         | 新潟県佐渡市羽茂飯岡 | 佐渡国一宮 |      |
| 大目神社           | オホメノ         | 小     |                | 大目神社         | 新潟県佐渡市吉岡     | 佐渡国二宮 |      |
| 雑太郡 5座（並小） |                  |        |                |                  |                      |            |      |
| 引田部神社         | ヒキタヘノ       | 小     |                | 引田部神社       | 新潟県佐渡市金丸     | 佐渡国三宮 |      |
| 物部神社           | モノノヘノ       | 小     |                | 物部神社         | 新潟県佐渡市宮川     |            |      |
| 御食神社           | ミケノ ミケツ    | 小     |                | （論）御食神社   | 新潟県佐渡市小倉     |            |      |
| 御食神社           | ミケノ ミケツ    | 小     | （論）大膳神社 | 新潟県佐渡市竹田 |                      |            |      |
| 飯持神社           | イヒモチノ ミケ- | 小     |                | 飯持神社         | 新潟県佐渡市飯持     |            |      |
| 越敷神社           | ヲシキノ         | 小     |                | 越敷神社         | 新潟県佐渡市猿八     |            |      |
| 賀茂郡 2座（並小） |                  |        |                |                  |                      |            |      |
| 大幡神社           | オホハタノ       | 小     |                | 大幡神社         | 新潟県佐渡市大倉小平 |            |      |
| 阿都久志比古神社   | アツクシヒコノ   | 小     |                | 熱串彦神社       | 新潟県佐渡市長江     |            |      |

## 式外社
『延喜式』神名帳の編纂当時に存在したが、同帳に記載の無い神社。